# Солтон си
Солтон си (енгл. Salton Sea) је слано језеро у Сједињеним Америчким Државама. Налази се на територији америчке савезне државе Калифорнија. Површина језера износи 899 km².